# Mepachymerus vittiger
Mepachymerus vittiger är en tvåvingeart som först beskrevs av Malloch 1931.  Mepachymerus vittiger ingår i släktet Mepachymerus och familjen fritflugor. Inga underarter finns listade i Catalogue of Life.